# Khakassie
La Khakassie, en forme longue la république de Khakassie (en russe : Респу́блика Хака́сия, Respoublika Khakassiïa ; en khakasse : Хакасия Республиказы, Hakasiya Respublikazı), est un sujet en Sibérie de la fédération de Russie, dont la capitale est la ville d'Abakan. Rosstat lui attribue le code 95, et son code d'immatriculation est 19. Les langues officielles sont le russe et le khakasse ; le chor est également parlé. La république est située dans le bassin de Minoussinsk, une des vallées du fleuve Ienisseï. Ses habitants sont le peuple turcophone des Khakasses et les Chors.
La république de Khakassie est confinée par les monts Saïan et l'Altaï, dans le bassin de Minoussinsk, et est irriguée par le grand fleuve Ienisseï. Les vestiges des premiers peuplements remontent à la période du paléolithique mais, il y a 17 000 ans, une vidange brutale de lac glaciaire noie momentanément toute la région. Les peuplements continuent au Néolithique et au Chalcolithique avec la sédentarisation des peuples. L'Âge du bronze laisse derrière lui de nombreux sites archéologiques et l'âge du fer intègre la région au monde scythe-sibérien. Par la suite, l'État de Dingling apparaît aux IVe et IIIe siècles av. J.-C., premier État de Sibérie méridionale, avant d'être battu en 201 av. J.-C. par les Xiongnu. Le Khaganat kirghize du Ienisseï se forme au Moyen Âge, devenant l'un des plus puissants États des steppes, avant d'être conquis par les Mongols. À la suite de la désintégration de l'empire mongol, l'État du Khongoraï se forme, qui devient vassal de la Dzoungarie, avant d'être annexé en 1727 par la Russie. Sous l'époque soviétique, l'oblast autonome de Khakassie, qui devient une république en 1991, acquiert le nom de république de Khakassie le 29 janvier 1992.
En 2023, la république comptait 530 233 habitants, en baisse du fait de ses soldes naturel et migratoire négatifs. Son produit intérieur brut s'élève à 307,5 milliards de roubles, les secteurs primaires et industriels composant la majorité de l'économie républicaine. Le tourisme est peu développé et se centre sur le patrimoine archéologique très riche.

## Géographie

### Situation
Couvrant une superficie de 61 569 km2, la république de Khakassie est un sujet possédant une superficie relativement petite, comparée aux autres sujets russes. Elle compose seulement 0,36 % du territoire de la fédération de Russie et 1,2 % du district fédéral Sibérien, soit le plus petit sujet des 12 du district. La république est limitrophe au nord et à l'est du kraï de Krasnoïarsk, au sud de la république de Touva, au sud-ouest de la république de l'Altaï et à l'ouest de l'oblast de Kemerovo-Kouzbass. La distance entre la capitale de la république de Khakassie, la ville d'Abakan, et Moscou est de 4 218 km.
La république de Khakassie possède un relief montagneux sur la rive gauche du Ienisseï et dans son bassin hydrologique. Elle se trouve dans les territoires des hauts plateaux des monts Saïan et de l'Altaï ainsi que dans le bassin de Minoussinsk.

La république de Khakassie fait partie de la Sibérie, et ainsi du district fédéral Sibérien. La distance entre le point le plus au nord et celui le plus au sud est de 200 kilomètres, celle entre ceux d'ouest et d'est est de 460 kilomètres.

Paysages de Khakassie :
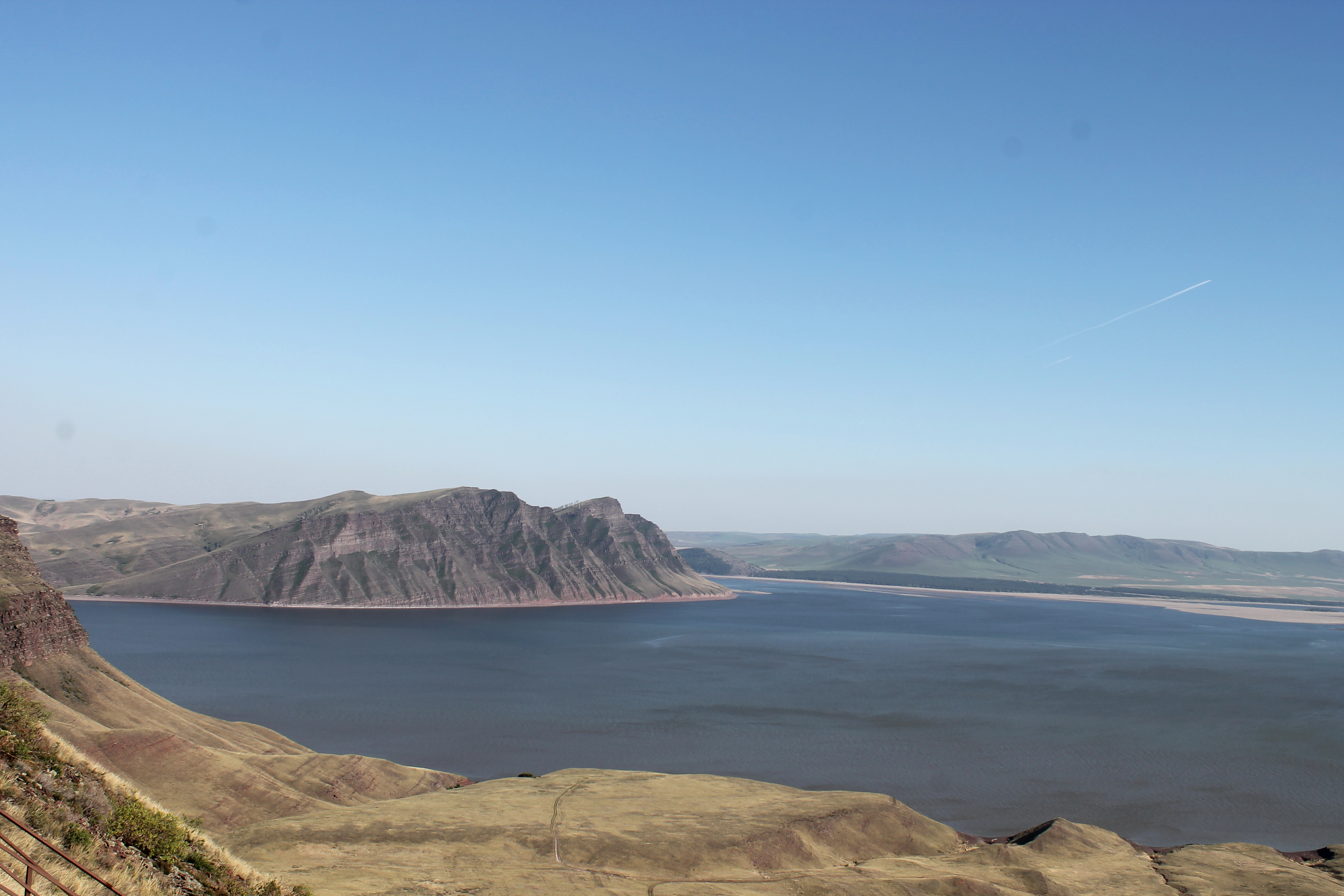
Mont Oglakhty et le Ienisseï.
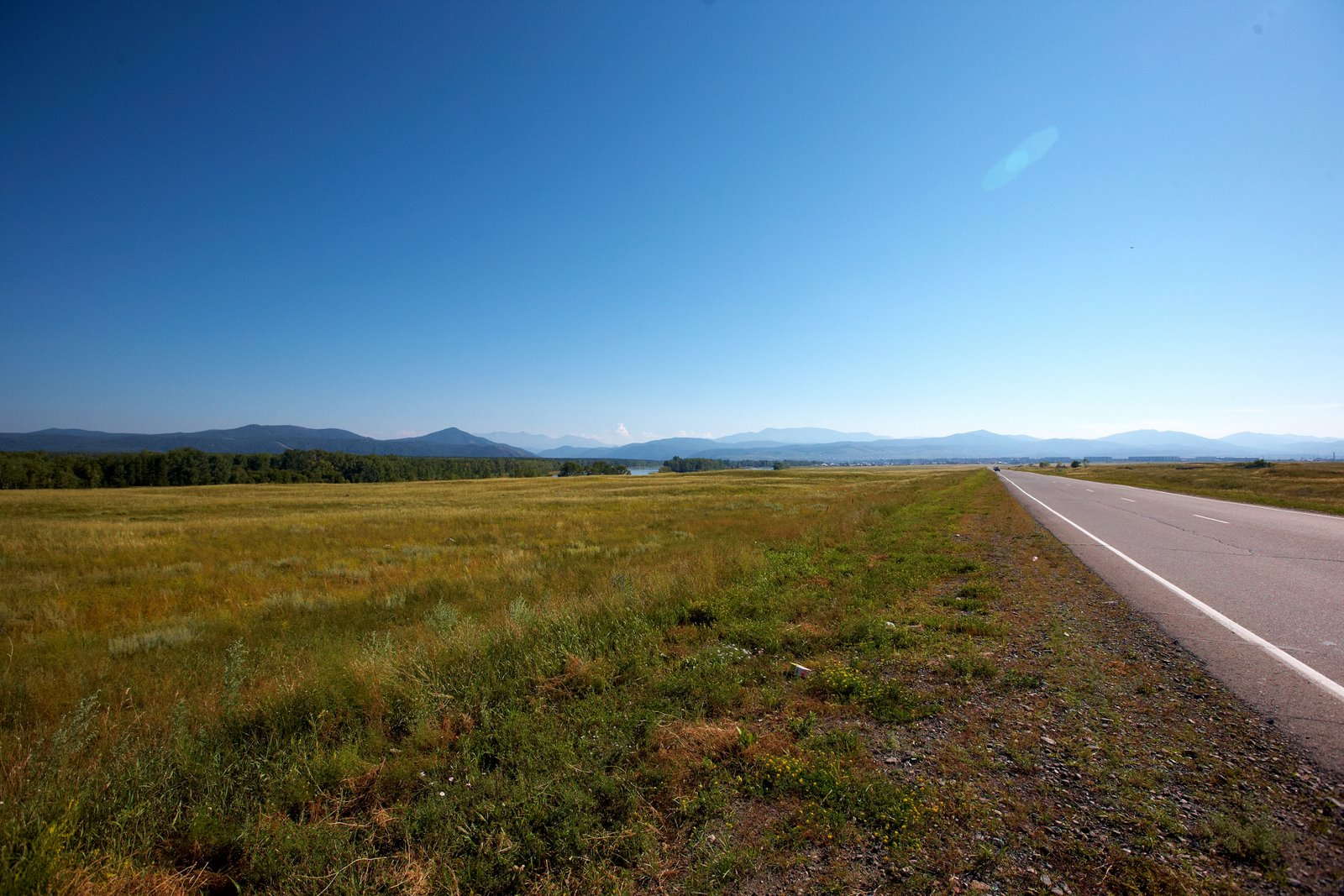
Dépression de Minoussinsk près d'Abakan.
Panorama d'Abakan.
Village de Tachtyp.

### Climat
Le climat de la république est un climat nettement continental, avec des étés secs et chauds et des hivers froids avec peu de neige. La température moyenne de l'air en juillet est de +17,9 °C, et en janvier elle est de −18,9 °C. La température annuelle moyenne de l’air s'élevait à +1,2 °C en 2022. Les précipitations totales cette année-là ont été de 785 mm, soit 121 % de la norme 1991-2020.

### Hydrologie
Les ressources aquatiques de la république sont représentées par des rivières, des lacs, des marécages, des réservoirs, des canaux ainsi que des étangs. La Khakassie possède 6 556 grandes et petites rivières, environ 130 étangs, et plus de 500 lacs. Deux bassins recouvrent la république : le bassin de l'Ienisseï et le bassin de l'Ob, qui recouvrent respectivement environ 72 % et 28 % du territoire.
Les principaux cours d'eau du territoire de la république sont l'Ienisseï, l'Abakan avec quatre grands affluents (Ona, Tachtyp, Askiz, Ouïbat), Biely Iïous, Tcherny Iïous, Tchoulym, et le Tom.

### Géologie
La république de Khakassie possède un sol très riche malgré sa petite taille. Dans les gisements explorés sont concentrés 23,6 % des réserves russes de molybdène, 27 % de barytine, 13 % de pierres de parement, 6,5 % de bentonite et 3,5 % de charbon. L'extraction du fer, de l'or, des eaux minérales et de radon, de la barytine, du marbre et des granites est aussi pratiquée. Des gisements de cuivre, de phosphorites, de plomb, de zinc, d'amiante, de gypse, et de jade ont été explorés. Il existe des réserves prouvées de pétrole et de gaz.

## Urbanisme

### Voies de communication et transports

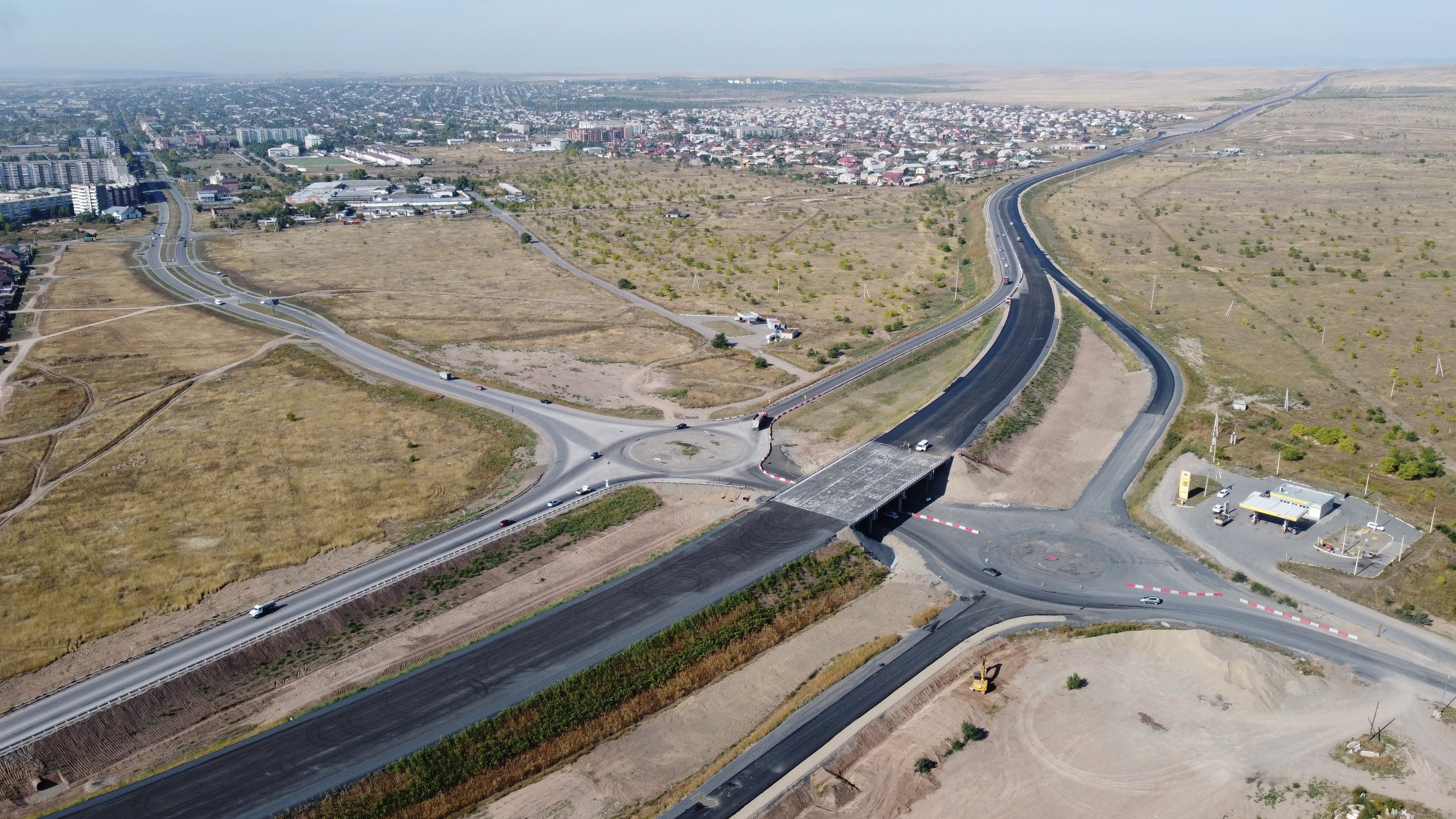
Route fédérale R257 à Tchernogorsk.

Le principal mode de transport pour les marchandises, bien qu'il soit aussi utilisé pour les passagers, est le chemin de fer. Le service ferroviaire couvre 33 localités de la république, avec 43 gares ferroviaires et 5 grandes gares ferroviaires. La densité des voies ferrées est de 10 km/1000km2 (la moyenne russe est de 5 km/1000km2), et la longueur totale des voies ferrées en Khakassie est de 944 km. Le principal chemin de fer est le chemin de fer Abakan-Atchinsk, qui relie la Khakassie au chemin de fer transsibérien.
La Khakassie possède un aéroport, l'aéroport international d’Abakan, qui dessert la population de la république mais aussi des régions méridionales du kraï de Krasnoïarsk et une partie de celles de la république de Touva.
Au  1er janvier 2018, la république comprenait 7 469 km de routes. Une route fédérale traverse la région, la route fédérale R257 reliant Krasnoïarsk à Touva et la Mongolie. Une route est projetée pour relier Abakan par le Kouzbass à Biïsk.
Fin 2022, selon Rosstat, la longueur totale des voies publiques dans la république est de 7 865 km, dont 169 km de routes d'importance fédérale, 2 815 km de routes d'importance régionale et 4 881 km de routes d'importance locale. La longueur des routes à revêtement dur est de 5 814 km (74 % du total), tandis que la densité des voies publiques est de 94 km/ 10 000 km2 dans la république.
La principale artère d'eau est le fleuve Ienisseï mais le transport fluvial est faible en raison de l'emplacement des centrales hydroélectriques de Krasnoïarsk (hors de la république), de Maïna, d'Abakan et de Saïano-Chouchensk sur l'Ienisseï.

### Répartition des terres
La répartion des terres selon le rapport d'État « Sur l'état et la protection de l'environnement de la fédération de Russie en 2022 » du ministère des ressources naturelles et de l'environnement russe est, selon les catégories du code foncier russe, la suivante:
| Répartition                                  | 2017 (km2) | 2017 (%) | 2022 (km2) | 2022 (%) |
| -------------------------------------------- | ---------- | -------- | ---------- | -------- |
| Terres agricoles                             | 18 836     | 30,6     | 18 711     | 30,4     |
| Terres des localités                         | 685        | 1.1      | 685        | 1,1      |
| Terres d'industrie et autres fins spéciales  | 438        | 0,7      | 499        | 0,8      |
| Terres de territoires et des objets protégés | 2 685      | 4,4      | 2 688      | 4,4      |
| Terres du fonds forestier                    | 36 567     | 59,4     | 36 628     | 59,5     |
| Terres du fonds aquatique                    | 749        | 1,2      | 749        | 1,2      |
| Terres de réserve                            | 1 609      | 2,6      | 1 609      | 2,6      |
| Total                                        | 61 569     | 100      | 61 569     | 100      |

## Histoire

### Préhistoire

#### Paléolithique et mésolithique
Les Néandertaliens et les hommes de Denisova auraient vécu dans la région. La grotte de Dvouglazka montre que l'homme de Denisova y a vécu de 100 000 à 50 000 ans AP. Le peuplement du territoire de Khakassie, et plus largement des vallées de l'Ienisseï, par Homo sapiens, a commencé à l'époque paléolithique. Ces populations ont cohabité avec les Néandertaliens et il y a eu des mixages. Les couches de la période du site multicouche de la grotte de Dvouglazka (Gliadeny) remontent à il y a 40 à 50 mille ans. La plus ancienne colonie d'Homo sapiens sur le territoire de Khakassie est le site paléolithique au bord de la rivière Akh Ös à Malaïa Syya. Des habitations sont attestées dans cette vallée il y a 34 000 ans AP, ainsi que des outils.
Il y a 17 000 ans AP, une vidange brutale de lac glaciaire qui recouvrait Touva a provoqué l'inondation de la dépression de Minoussinsk, interrompant le développement humain de manière nette. L'eau était par endroit haute de plusieurs dizaines de mètres, détruisant tout sur son passage et charriant des cailloux très volumineux. Les populations ne survécurent qu'en montagne, et à la fin de l'âge de pierre, il y a 16 000 à 12 000 ans AP, de nouvelles localités sont apparues, réunies en deux grandes communautés, probablement des tribus. Plus de 30 sites de la période ont été découverts dans la dépression de Minoussinsk.
Lorsque la période glaciaire a pris fin en Sibérie, il y a 11 000 à 8 000 ans AP, un réchauffement général du climat a commencé. La toundra s'est retirée vers l'océan Arctique tandis que la taïga s'est étendue vers le nord et les paysages de steppe boisées et de steppes se sont développées au sud. De plus, la faune et la flore sont devenues semblables à celles qui existent aujourd'hui. C'est la période du mésolithique en Khakassie à ce moment-là.

#### Néolithique et Chalcolithique
Il y a sept mille ans, le Néolithique commence avec l'apparition de nouveaux outils et de l'agriculture. Parmi les sites de l'époque où l'on retrouve des outils polis se trouve celui d'Ouniouk sur la rivière Syda près du village de Krasno-Turanska. Les peintures pétroglyphes de l'époque sont très nombreuses, représentant entre autres des animaux, et les populations d'alors sont à la croisée des caucasiens et des mongoloïdes. La chasse et la cueillette continuent cependant à être pratiquées, comme l'attestent des ossements d'animaux retrouvés dans le site de Malaïa Syya.
Il y a environ 5000 ans, soit vers 3000 av. J.-C., le Chalcolithique commence dans la région, avec en particulier la culture d'Afanassievo, nommée d'après le mont Afanassieva dans le raïon de Bograd. Ces populations menaient une vie sédentaire avec des villages de 20 à 45 personnes. Ils pratiquaient l'élevage et la transhumance, et, pour la première fois, les moutons et chevaux domestiques apparaissent dans la région. C'est à cette période que l'extraction du cuivre commence, avec des fondeurs et des métallurgistes, produisant des outils et des bijoux.

#### Âge du Bronze et Âge du fer

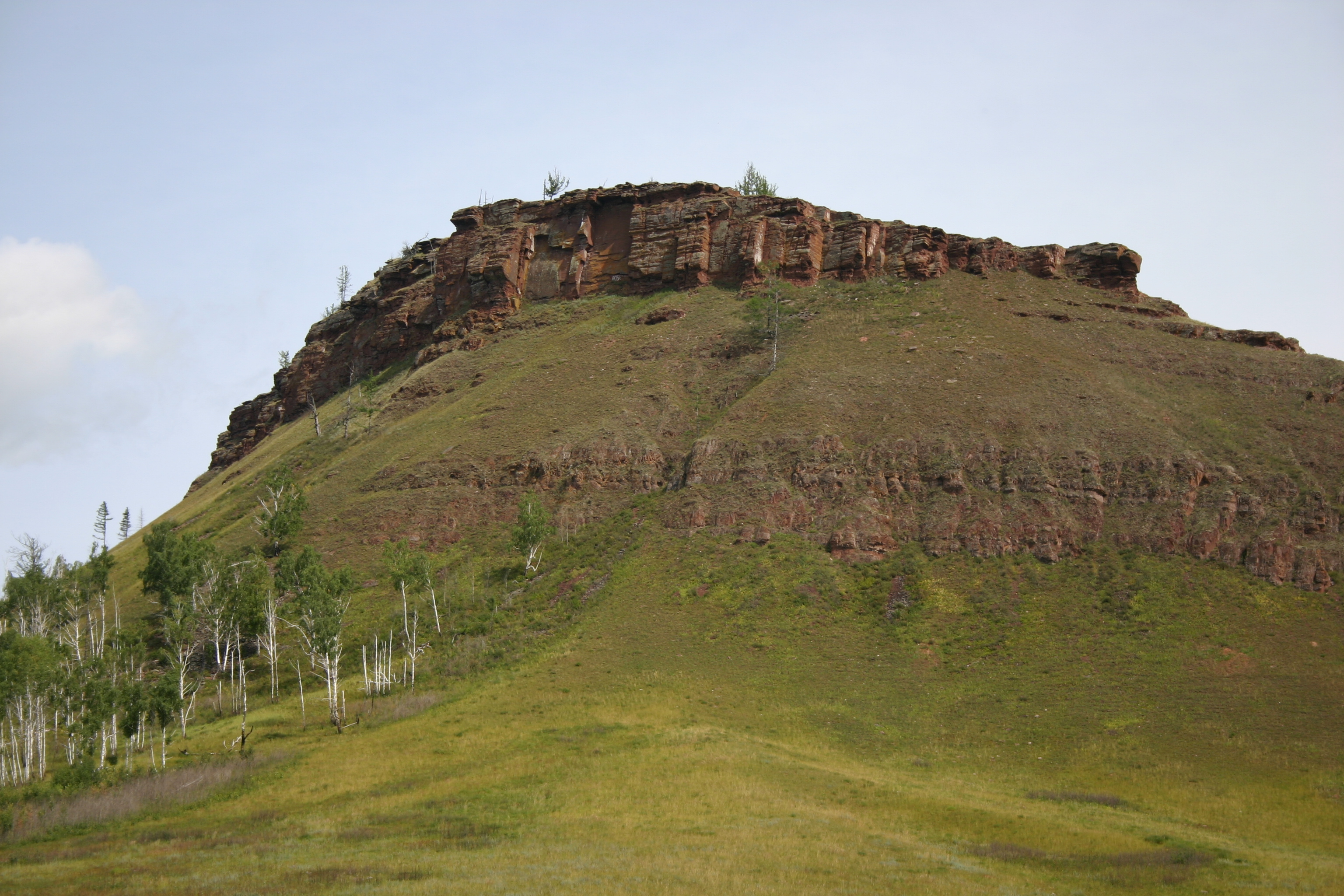
Site de la forteresse de Tchebaki.

L'âge du Bronze commence au IIe millénaire av. J.-C., avec trois époques qui existent sur les terres du bassin de Minoussinsk : la culture d'Okounevo (fin du IIIe - milieu du IIe millénaire av. J.-C.), la culture d'Andronovo (dans la région : XVIe – XIVe siècle av. J.-C.) et la culture de Karassouk (XIIIe – IXe siècle av. J.-C.). Le modèle clanique s'est éteint dans la région entre les XIIIe et IXe siècles av. J.-C.. D'ailleurs, sous la culture d'Androvo, les chars sont apparus dans la région, comme en témoignent des pétroglyphes tels que ceux de Pervomaïski.

Le premier âge du fer dans le bassin de Minoussinsk est représenté par la culture de Tagar, qui ne s'est pas formée dans la région, mais qui s'étendait de l'Angara au Kouzbass. Elle s'étend du VIIIe au IIIe siècle av. J.-C., et faisait partie du monde scythe-sibérien, qui recouvrait les steppes eurasiennes.

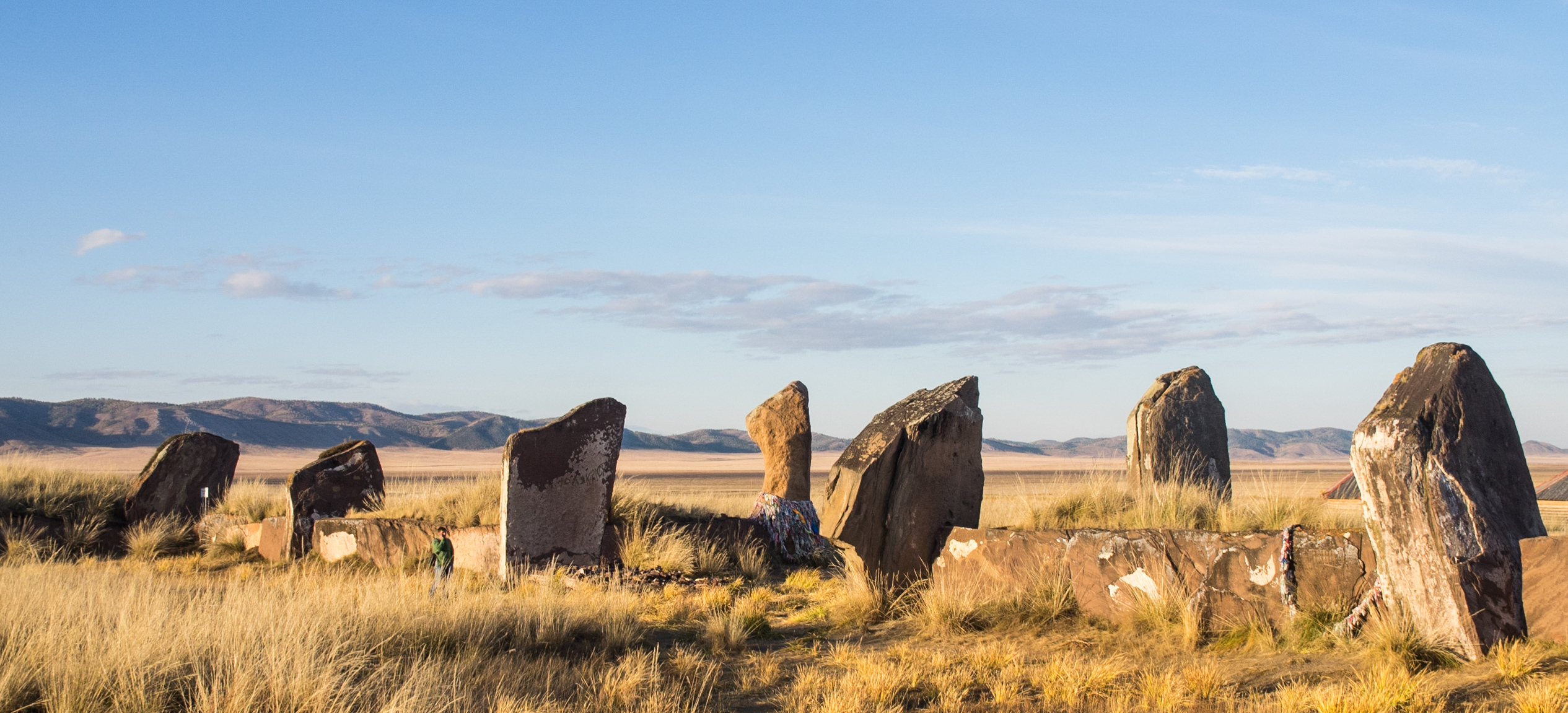
Site archéologique près du kourgane de Salbyk dans la Vallée des Rois.

### Antiquité et Moyen Âge
Le premier État sur le territoire de la Sibérie méridionale et de l'Ienisseï est apparu aux IVe et IIIe siècles av. J.-C. selon le Shanhaijing, important livre chinois. Les anciennes chroniques chinoises appelaient ses créateurs le peuple de Dingling (chinois : 丁零) et l'État de Dingling-Guo (chinois : 丁零国 ). Cette période est considérée comme l'acmée de l'histoire antique de la Khakassie. Mais en 201 av. J.-C., Modu Chanyu, le fondateur de la confédération de nomades des Xiongnu, vainquit 5 peuples lors d'une bataille, dont parmi les Dinglings. Un nouveau peuple arriva alors dans le bassin, nommé les Gyangun dans les chroniques chinoises (les Kirghizes). Le mélange des peuples qui s'ensuivit conduisit à la formation des anciens khakasses, datés après le IIIe siècle av. J.-C..
Au VIIIe siècle, c'était une région séparatiste dirigée par ses propres beks et inals, revendiquant le titre de khan.
Au IXe siècle, c'est devenu un empire des steppes agressif, le Khaganat kirghize du Ienisseï, en expansion rapide avec la famille déifiée Kagan. En 840, cet État détruisit le Khaganat ouïghour et étendit son pouvoir à Touva. Poursuivant les restes des Ouïghours, les Kirghizes se frayèrent un chemin jusqu'à l'Irtych et l'Amour et envahirent les oasis du Turkestan oriental. Les Ienisseïs Kirghizes ont fourni à l’État de hauts dirigeants militaires et administratifs. Ils étaient considérés comme liés dynastiquement et par mariage aux maisons dirigeantes de Chine et d’autres pays voisins. Dans une lutte acharnée contre des voisins agressifs (Khaganats turcs et ouïghours), l'État kirghize a défendu son indépendance jusqu'au XIIIe siècle, ce qui est devenu un tournant dans le développement indépendant de la Sibérie du Sud,.
Les Kirghizes conservent deux zones principales de leur établissement : le Haut et le Moyen Ienisseï d'une part et l'Altaï et le bassin de l'Irtych d'autre part.
Le territoire de Khakassie fut conquis lors des conquêtes mongoles menées par Gengis Khan et ses descendants, mais peu à peu le pouvoir des Mongols s'affaiblit et la subordination complète du territoire de Khakassie à la dynastie Yuan prit fin en 1399 avec la formation de l'état de Khongoraï. L'État du Khongoraï a mené des guerres constantes avec les Mongols Qotogoïds sous le contrôle des Altan Khans. Le principal allié du pouvoir était le khanat de Dzoungarie, qui obtint plus tard diplomatiquement la vassalisation du Khongoraï. En 1703, les Dzoungars firent partir, en raison du traité de la vassalité des Kirghizes du Ienisseï, 10 à 15 000 Kirghizes vers le Tian Shan, marquant la séparation des futurs Kirghizes du Kirghizistan et des actuels Khakasses.

### Empire russe
Au XVIIe siècle, lorsque les Russes arrivent dans la région, le Khongoraï est alors sous la forme d'une confédération composée de quatre ulus (principautés) : Altyrski, Altysarsky, Isarsky (Ezerski) et Tubinski, habités par les ancêtres des Khakasses modernes, Chors, Téléoutes, Altaïens et Touvains. Les premiers contacts entre Kirghizes et Russes débutent avec la construction du fort de Ket en 1596, puis avec la construction du fort de Tomsk en 1604 sur les terres des Tatars d'Eushta. Pendant plus de cent ans, se déroule un processus complexe et violent de passage de la Khakassie sous la juridiction du tsarisme russe puis de l'Empire russe,.
La date de l'annexion officielle de la Khakassie à l'Empire russe peut être considérée comme le 20 août 1727, date à laquelle un traité frontalier (de Bourine) fut conclu entre la Russie et la Chine. Toutes les terres situées du côté nord des monts Saïan sont allées à la Russie et du côté sud à l'Empire chinois. L’entrée effective sur le territoire de la république actuelle a eu lieu plus tard. En 1758, les troupes chinoises envahissent l'Altaï et battent la Dzoungarie. Il y avait une menace de violation des frontières officiellement reconnues de l'Empire russe. Le gouvernement tsariste a placé à la hâte des garnisons cosaques dans cette zone. À partir du moment où les Cosaques ont commencé à assurer le service frontalier, la Khakassie est effectivement entrée dans l'Empire russe.
L'administration du territoire était d'abord assurée par les fonctionnaires des gouvernements de Sibérie et de Tomsk. En 1822, le territoire fut rattaché au gouvernement du Ienisseï.

### Période soviétique
L'ouïezd de Khakassie a été formé le 14 novembre 1923. Il devient un okroug national, puis le 20 octobre 1930, l'oblast autonome de Khakassie apparaît sur la carte. Il faisait partie du kraï de Sibérie occidentale et, après sa désintégration en 1934, il est devenu une partie du kraï de Krasnoïarsk.

### Depuis 1991
Le 3 juillet 1991, l'oblast autonome a été transformée en république et a reçu le nom de république socialiste soviétique autonome de Khakassie, et le 29 janvier 1992, elle est devenue connue sous le nom de république de Khakassie. Le 6 juin 1992, la république reçoit son propre drapeau et le 20 décembre 2006, des armoiries.
En 2007, la Banque centrale de Russie a émis une pièce commémorative dédiée à la république de Khakassie.
En 2015, l'hymne de la république de Khakassie a été approuvé.

## Politique et administration

### Administration
La république est dirigée par un chef à la tête du gouvernement local, cependant que le pouvoir législatif est exercé par le Conseil suprême de cinquante membres tous élus pour cinq ans.

### Gouverneurs
|   | Nom                | début du mandat  | fin du mandat    | parti            | notes          |
| - | ------------------ | ---------------- | ---------------- | ---------------- | -------------- |
| 1 | Evgueni Smirnov    | 5 février 1992   | 8 janvier 1997   | Parti communiste |                |
| 2 | Alexeï Lebed       | 8 janvier 1997   | 15 janvier 2009  | Russie unie      |                |
| 3 | Viktor Zimin       | 15 janvier 2009  | 3 octobre 2018   | Russie unie      | Démissionnaire |
| - | Mikhaïl Razvojaïev | 3 octobre 2018   | 15 novembre 2018 | Indépendant      | Intérim        |
| 4 | Valentin Konovalov | 15 novembre 2018 | en fonction      | Parti communiste |                |

### Résultats électoraux
Le 11 novembre 2018, Valentin Konovalov du Parti communiste de la fédération de Russie, seul candidat après le retrait de tous ses adversaires, est élu chef de la République lors de l'élection gouvernorale khakasse. Il a été réélu en 2023 dans le contexte de la guerre en Ukraine, seule élection où un candidat non soutenu par le pouvoir a gagné cette année-là, alors que l'opposant de Russie unie avait jeté l'éponge pour éviter une défaite humiliante,.
| Scrutin                      | 1er tour | 1er tour | 1er tour | 1er tour | 1er tour | 1er tour | 1er tour | 1er tour | 1er tour | 1er tour | 1er tour | 1er tour | 2d tour                  | 2d tour                  | 2d tour                  | 2d tour                  | 2d tour                  | 2d tour                  | 2d tour                  | 2d tour                  | 2d tour                  | 2d tour                  |
| Scrutin                      | 1er      | 1er      | %        | 2e       | 2e       | %        | 3e       | 3e       | %        | 4e       | 4e       | %        | 1er                      | 1er                      | %                        | 2e                       | 2e                       | %                        | 3e                       | %                        | 4e                       | %                        |
| ---------------------------- | -------- | -------- | -------- | -------- | -------- | -------- | -------- | -------- | -------- | -------- | -------- | -------- | ------------------------ | ------------------------ | ------------------------ | ------------------------ | ------------------------ | ------------------------ | ------------------------ | ------------------------ | ------------------------ | ------------------------ |
| Présidentielle 2012          |          | ER       | 58.40    |          | KPRF     | 20.56    |          | SE       | 8.48     |          | LDPR     | 7,84     | Victoire au premier tour | Victoire au premier tour | Victoire au premier tour | Victoire au premier tour | Victoire au premier tour | Victoire au premier tour | Victoire au premier tour | Victoire au premier tour | Victoire au premier tour | Victoire au premier tour |
| Gouvernorales 2013           |          | ER       | 63,41    |          | LDPR     | 9,94     |          | KPRF     | 8,66     |          | KR       | 5,63     | Tour unique              | Tour unique              | Tour unique              | Tour unique              | Tour unique              | Tour unique              | Tour unique              | Tour unique              | Tour unique              | Tour unique              |
| Législatives régionales 2013 |          | ER       | 46,32    |          | LDPR     | 16,55    |          | KPRF     | 14,40    |          | KR       | 6,44     | Tour unique              | Tour unique              | Tour unique              | Tour unique              | Tour unique              | Tour unique              | Tour unique              | Tour unique              | Tour unique              | Tour unique              |
| Législative 2016             |          | ER       | 38,06    |          | KPRF     | 20,90    |          | LDPR     | 19,52    |          | SRZP     | 7,17     | Tour unique              | Tour unique              | Tour unique              | Tour unique              | Tour unique              | Tour unique              | Tour unique              | Tour unique              | Tour unique              | Tour unique              |
| Présidentielle 2018          |          | ER       | 69,16    |          | KPRF     | 18,46    |          | LDPR     | 7,18     |          | GRANI    | 1,37     | Victoire au premier tour | Victoire au premier tour | Victoire au premier tour | Victoire au premier tour | Victoire au premier tour | Victoire au premier tour | Victoire au premier tour | Victoire au premier tour | Victoire au premier tour | Victoire au premier tour |
| Gouvernorale 2018,           |          | KPRF     | 44,81    |          | ER       | 32,42    |          | SRZP     | 11,23    |          | PR       | 6,61     |                          | KPRF                     | 57,57                    |                          | Contre                   | 44,16                    |                          |                          |                          |                          |
| Législatives régionales 2018 |          | KPRF     | 31.01    |          | ER       | 25.46    |          | LDPR     | 20.97    |          | KR       | 8,01     | Tour unique              | Tour unique              | Tour unique              | Tour unique              | Tour unique              | Tour unique              | Tour unique              | Tour unique              | Tour unique              | Tour unique              |
| Législative 2021             |          | ER       | 33,36    |          | KPRF     | 29,85    |          | NL       | 9,85     |          | LDPR     | 8,02     | Tour unique              | Tour unique              | Tour unique              | Tour unique              | Tour unique              | Tour unique              | Tour unique              | Tour unique              | Tour unique              | Tour unique              |
| Gouvernorale 2023            |          | KPRF     | 63,14    |          | LDPR     | 14,33    |          | KR       | 11,96    |          |          |          | Victoire au premier tour | Victoire au premier tour | Victoire au premier tour | Victoire au premier tour | Victoire au premier tour | Victoire au premier tour | Victoire au premier tour | Victoire au premier tour | Victoire au premier tour | Victoire au premier tour |
| Légsilatives régionales 2023 |          | KPRF     | 39.11    |          | ER       | 36.41    |          | LDPR     | 7.17     |          | NL       | 3.99     | Tour unique              | Tour unique              | Tour unique              | Tour unique              | Tour unique              | Tour unique              | Tour unique              | Tour unique              | Tour unique              | Tour unique              |

### Divisions administratives

Carte de la Khakassie.

Au sein de la structure administrative-territoriale, la république de Khakassie comprend les subdivisions suivantes,:
- 5 villes d'importance républicaine : Abakan, Abaza, Sayanogorsk, Sorsk, Tchernogorsk ;
- 8 raïons, qui incluent :
  - 83 conseils de village et 1 conseil de possiolok ;
  - 4 communes urbaines.

Dans le cadre de la structure municipale de la république, 100 municipalités ont été constituées dans les limites des subdivisions de Khakassie, dont :
- 5 okrougs urbains ;
- 8 raïons municipaux ;
  - 83 établissements ruraux (82 conseils de village et 1 conseil de possiolok),
  - 4 établissements urbains.

## Population et société

### Démographie

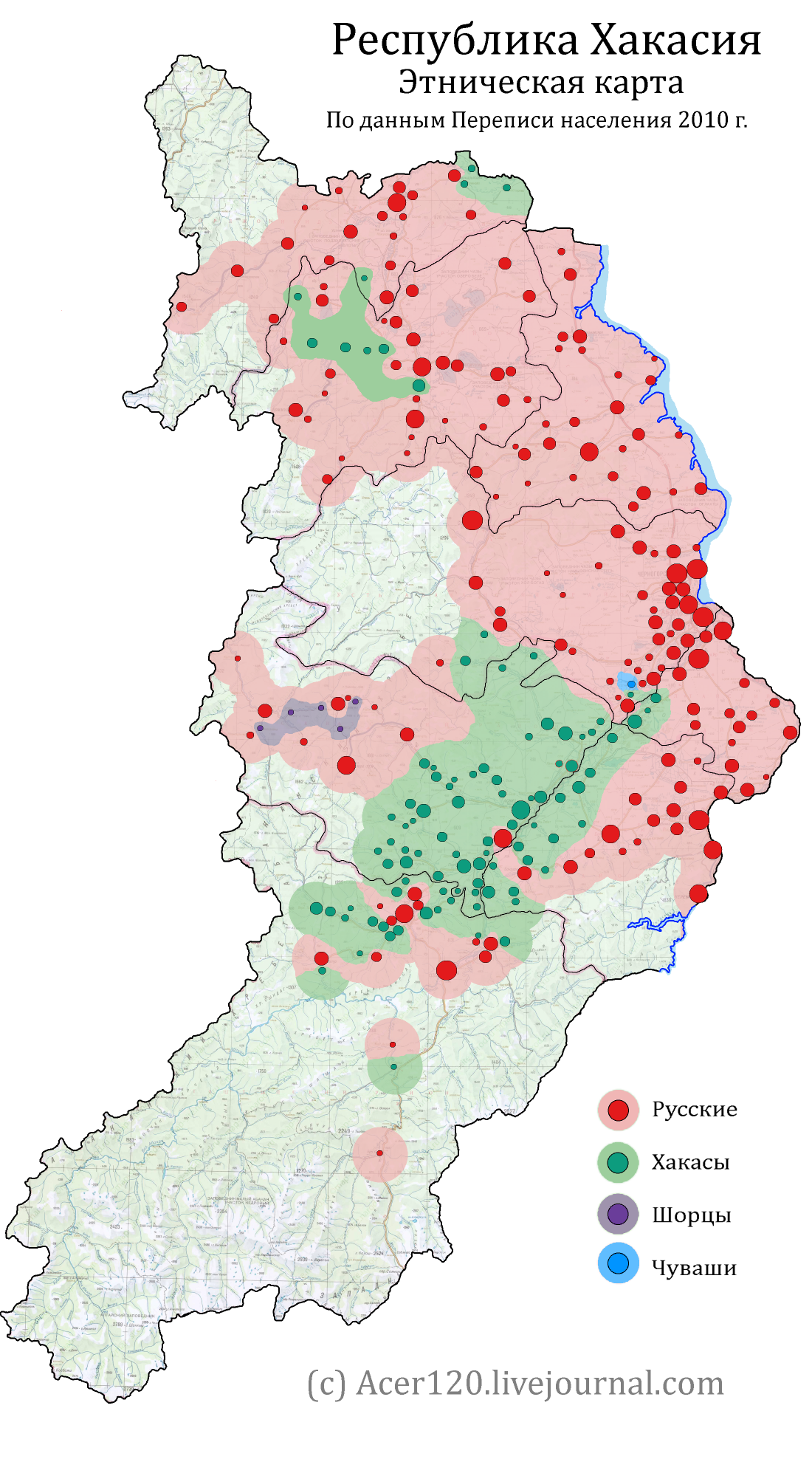
Localités russes (rouges) et khakasses (vertes) selon le recensement de 2010.

Au 1er janvier 2023, la population s'élève à 530 000 personnes, dont 166 000 personnes en milieu rural. La densité de population de l'oblast est de 8,6 hab./km2. La république compte 536 781 habitants en 2016, dont environ 12 % de Khakasses. Le khakasse est une langue turque, langue co-officielle de la république avec le russe.
Recensements (*) ou estimations de la population :
| 1926*  | 1939*   | 1959*   | 1970*   | 1979*   |
| ------ | ------- | ------- | ------- | ------- |
| 88 877 | 272 730 | 411 047 | 445 824 | 498 384 |

| 1989*   | 2002*   | 2010*   | 2016    | 2022    |
| ------- | ------- | ------- | ------- | ------- |
| 566 861 | 546 072 | 532 403 | 536 781 | 536 752 |

### Taux de natalité et de fécondité
| Année | Fécondité | Fécondité urbaine | Fécondité rurale |
| ----- | --------- | ----------------- | ---------------- |
| 1990  | 2,27      | 2,04              | 3,40             |
| 1991  | 2,14      | 1,91              | 2,85             |
| 1992  | 1,81      | 1,62              | 2,42             |
| 1993  | 1,59      | 1,45              | 2,02             |
| 1994  | 1,57      | 1,42              | 2,06             |
| 1995  | 1,44      | 1,28              | 1,94             |
| 1996  | 1,40      | 1,24              | 1,89             |
| 1997  | 1,28      | 1,14              | 1,74             |
| 1998  | 1,34      | 1,15              | 1,93             |
| 1999  | 1,25      | 1,09              | 1,76             |
| 2000  | 1,32      | 1,16              | 1,81             |
| 2001  | 1,28      | 1,16              | 1,69             |
| 2002  | 1,39      | 1,25              | 1,85             |
| 2003  | 1,45      | 1,30              | 1,89             |
| 2004  | 1,44      | 1,32              | 1,80             |
| 2005  | 1,38      | 1,25              | 1,74             |
| 2006  | 1,43      | 1,31              | 1,77             |
| 2007  | 1,64      | 1,44              | 2,15             |
| 2008  | 1,76      | 1,53              | 2,34             |
| 2009  | 1,79      | 1,61              | 2,22             |
| 2010  | 1,80      | 1,61              | 2,24             |
| 2011  | 1,83      | 1,60              | 2,37             |
| 2012  | 2,00      | 1,70              | 2,75             |
| 2013  | 2,01      | 1,76              | 2,70             |
| 2014  | 2,01      | 1,72              | 2,82             |
| 2015  | 1,99      | 1,78              | 2,58             |
| 2016  | 1,97      | 1,73              | 2,68             |
| 2017  | 1,78      | 1,61              | 2,32             |

### Éducation
En 2017, la Khakassie comptait 273 établissements d'enseignement, dont 161 jardins d'enfants municipaux, 9 jardins d'enfants privés, 101 établissements d'enseignement général et 2 organismes d'enseignement complémentaire pour enfants, dans lesquels 31 424 enfants étaient scolarisés.
La république compte également 3 établissements d'enseignement supérieur : l'Université d'État de Khakassie Katanov, l'Institut technique de Khakassie et la branche de Saïano-Chouchen, les deux derniers étant des branches de l'Université fédérale de Sibérie.

### Santé
Au 1er janvier 2018, l'infrastructure du système de santé de la république comprenait 45 institutions publiques républicaines : 43 organisations médicales et 2 institutions subordonnées, ainsi que des établissements médicaux non étatiques.

## Environnement

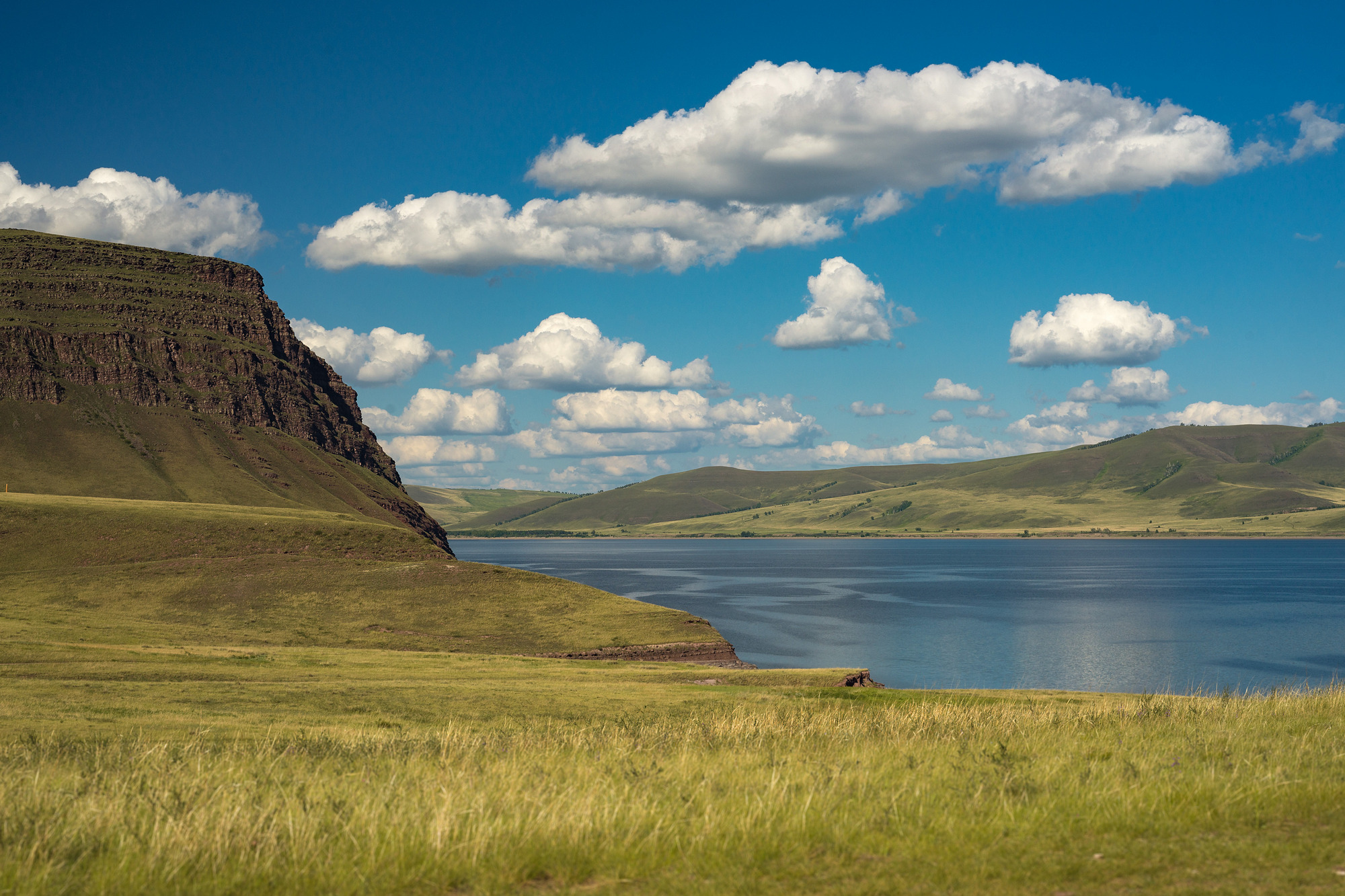
Paysage de la réserve naturelle de Khakassie.

### Faune et flore
La flore de la république de Khakassie est répartie selon l'étagement altitudinal. Sur le territoire poussent 1 670 espèces  de plantes vasculaires, dont 143 espèces (8,6 %) sont rares et menacées. De plus, de toutes ces espèces se trouvent 85 espèces endémiques de l'Altaï-Saïan. Les plantes médicinales sont représentées par 577 espèces, soit 34,6 % de la flore de Khakassie, dont 113 espèces (19,6 % du nombre total de plantes médicinales en Khakassie) qui sont officiellement classées comme médicinales.
En 2022, 455 espèces animales ont été recensées sur le territoire de la république. L'on retrouve dans la république des wapitis, des lynxs, des cerfs élaphes, des chevreuils de Sibérie, des ours bruns, des zibelines entre autres. La faune est diversifiée, ce qui s'explique par le fait que la Khakassie est située dans une zone de transition entre les zones d'Asie centrale et de l'Arctique. D'après les données de 2017, la république comptait 77 espèces de mammifères, 324 espèces d'oiseaux, 39 espèces de poissons, 7 espèces d'amphibiens et 1 cyclostomata. Il n'y a pas de données pour le nombre d'insectes.
La superficie totale des terres sur lesquelles se trouvent des forêts est en 2022 de 4 023,1 mille hectares.

### Aires protégées
En 2022, la superficie des aires protégées d'importance régionale et locale a augmenté de 28 hectares par rapport à 2021 et s'élève à 409 826 hectares, tandis que la superficie des aires protégées d'importance fédérale s'élève à 521 700 hectares. Les aires protégées composent ainsi environ 14,5 % de la superficie totale de la république.

### Pollution
Le volume total des émissions de polluants atmosphériques en 2022 s'élevait à 126,1 milliers de tonnes, soit une augmentation de 2 % par rapport à 2021. Les émissions du transport routier se sont élevées à 18,8 milliers de tonnes, soit 44,6 % de plus par rapport à 2021 et 2,3 fois moins par rapport au niveau de 2013. Les émissions des sources fixes se sont élevées à 107,0 milliers de tonnes, diminuant de 3,0 % par rapport aux indicateurs de 2021, et augmentant de 18,4 % par rapport à 2013.

## Économie
En 2021, le produit intérieur brut de la république s'élevait à 307,5 milliards de roubles, soit le 67e des 85 sujets russes, compris entre l'oblast de Magadan au-dessus et l'oblast d'Ivanovo en dessous. Le PIB par habitant était lui de 580 000 roubles,.

### Agriculture
La république a une agriculture développée dont la base est la production végétale : le blé, les légumes et le seigle ; ainsi que l'élevage avec une production prédominante de bovins, de caprins, de chevaux et d'ovins.
La superficie ensemencée est la suivante :
| Superficies ensemencées : | Superficies ensemencées : | Superficies ensemencées : | Superficies ensemencées : | Superficies ensemencées : |
| année                     | 1990                      | 2000                      | 2005                      | 2015                      |
| ------------------------- | ------------------------- | ------------------------- | ------------------------- | ------------------------- |
| Mille ha                  | 597,7                     | 280,9                     | 199,5                     | 240.4                     |

### Énergie

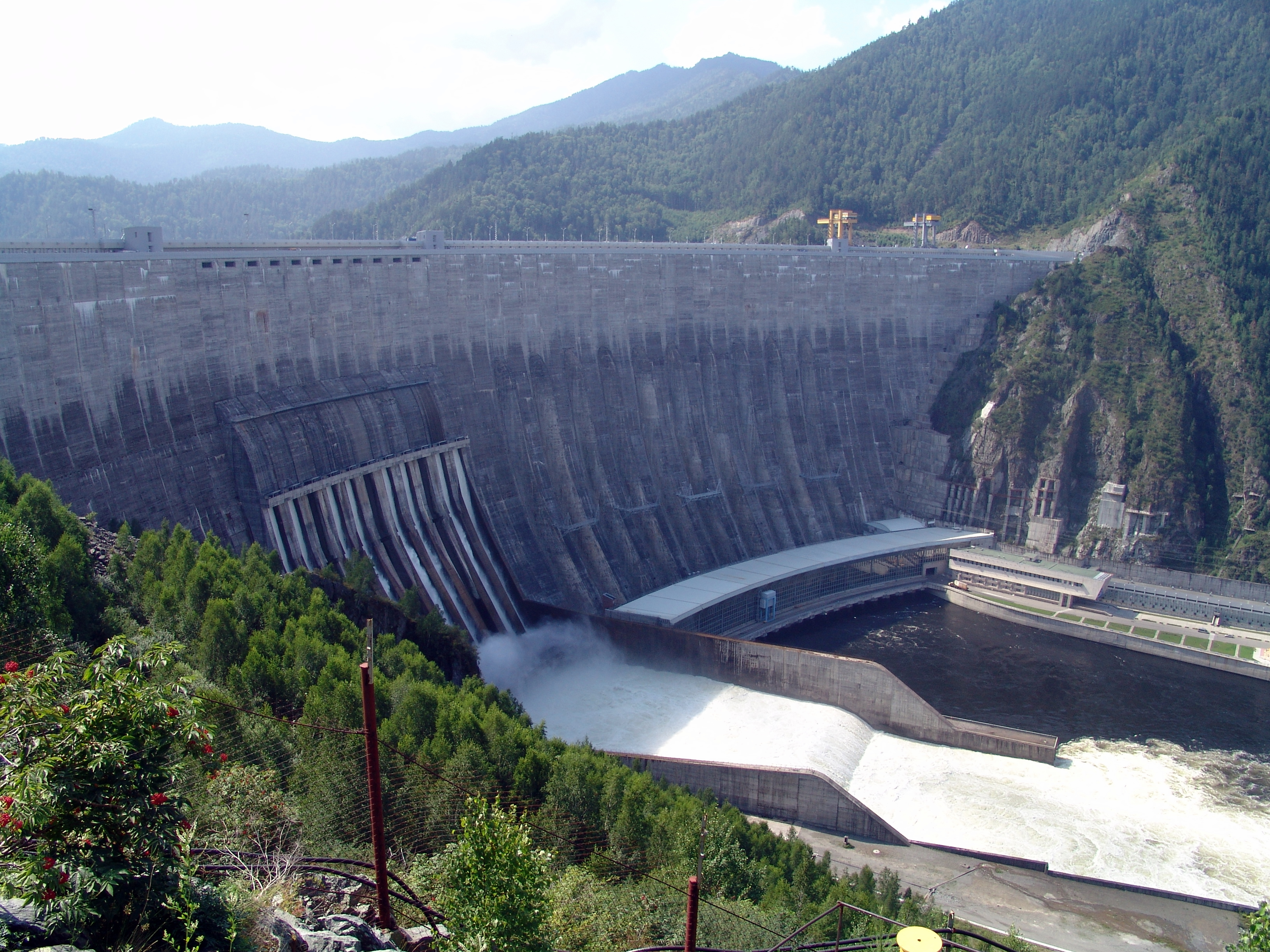
Barrage de Saïano-Chouchensk.

La plus grande centrale hydroélectrique de Russie est située pour moitié sur le territoire de la république, c'est le barrage de Saïano-Chouchensk. Il y a deux autres centrales hydroélectriques, celles d'Abakan et celle de Maïna.

### Tourisme
En 2018, 622 000 touristes ont visité Khakassie, soit une multiplication du volume du flux touristique par 4,5 depuis 2010. En 2017, la république a été visitée par 7,9 % de touristes étrangers en moins par rapport à 2016, et elle reçut en 2017 des de couvre 61 pays[à vérifier] : la part des pays de la région asiatique était de 63,4 %, l’Europe de 20,8 %. Les tourismes éducatif et culturel sont les principaux dans la région.

## Culture locale et patrimoine
Grâce à ses sites archéologiques, dont les plus précieux qui sont les tumulus, les anciennes colonies, les forteresses, les sculptures en pierre et les peintures rupestres, les scientifiques russes qualifient Khakassie de « Mecque archéologique ».